# Bojíte se tmy?
Bojíte se tmy? (v anglickém originále Are You Afraid of the Dark?) je dětský strašidelný televizní seriál. Celkem má 91 epizod, v České republice běžel nejdříve na televizní stanici ČT1 a později Supermax. Je americko-kanadského původu, jako společný koprodukční projekt kanadských společností YTV a Cinar a amerického Nickelodeonu.
Jeho epizody byly natáčeny v letech 1990 až 2000 (celkem 7 sezón). Jednotlivé příběhy však spíše než hororového charakteru obsahovaly prvky sci-fi a městských legend, jako jsou například kouzelná tajná patra, magie, čarodějnice či zakázané staré domy.